# 刘金 (万历进士)
劉金（1542年—？），字子南，號礪石，山東濟南府禹城縣人，民籍，明朝政治人物、進士出身。

## 生平
隆慶四年（1570年）庚午科山東鄉試第四十名舉人，萬曆二年（1574年）登甲戌科進士会试第一百四十六名，第三甲第三十三名。授山西临汾县知县，調長垣縣，官至户部主事。

## 家族
曾祖父劉芳；祖父劉邦際；父劉繼業。母于氏。重庆下。弟一脉、一源、一瀛、一儒。